# فرودگاه مورمانسک
فرودگاه مورمانسک (به انگلیسی: Murmansk Airport) یک فرودگاه همگانی با کد یاتا MMK است که یک باند فرود سنگفرش دارد و طول باند آن ۲۵۰۰ متر است. این فرودگاه در شهر مورمانسک کشور روسیه قرار دارد .

## شرکت‌های هواپیمایی و مقصدهای پروازی
| شرکت‌های هواپیمایی                 | مقصدهای پروازی                                                    |
| --------------------------------- | ----------------------------------------------------------------- |
| آئروفلوت                          | شرمتیوو                                                           |
| آئروفلوت اجرا توسط روسیه ایرلاینز | پالکوو                                                            |
| Azur Air                          | چارتر فصلی: آنتالیا                                               |
| فن‌ایر                             | چارتر فصلی: هلسینکی                                               |
| Nordavia                          | تالاگی، دوموده‌دوو، پالکوو فصلی: آناپا، خرابوروفو، سیمفروپول، سوچی |
| نورداستار                         | چارتر فصلی: آنتالیا                                               |
| نوردویند ایرلاینز                 | چارتر فصلی: آنتالیا، سیمفروپول                                    |
| Orenburzhye                       | تالاگی فصلی: سولووکی                                              |
| پسکوف‌اویا                         | تالاگی                                                            |
| اس۷ ایرلاینز                      | دوموده‌دوو (آغاز از ۲۷ اوت ۲۰۱۷)                                   |
| Severstal Air Company             | چرپووتس                                                           |
| یوتی‌ایر اوییشن                    | ونوکووا                                                           |
| یامال ایرلاینز                    | فصلی: سیمفروپول                                                   |

| Destinations map                                                                                              |
| --- |
| MurmanskAntalyaMoscowSt. PetersburgArkhangelskCherepovetsSimferopolSochi Destinations from Murmansk Airport · |